# Diogo Antônio Feijó
Diogo Antônio Feijó, também conhecido como Regente Feijó ou Padre Feijó (São Paulo, batizado em 17 de agosto de 1784 – São Paulo, 10 de novembro de 1843), foi um filósofo, sacerdote católico e estadista brasileiro.
Considerado um dos fundadores do Partido Liberal. Pode-se resumir bastante sua vida afirmando que exerceu o sacerdócio em Santana de Parnaíba, em Guaratinguetá e em Campinas. Foi professor de História, Geografia e Francês. Estabeleceu-se em Itu, dedicando-se ao estudo da Filosofia. Em seu primeiro cargo político foi vereador em Itu. Foi deputado por São Paulo às Cortes de Lisboa, abandonando a Assembleia antes da aprovação da Constituição. Era adversário político de outro paulista, José Bonifácio de Andrada e Silva.

## Biografia

### Infância, ordenação e iniciação política
Criança rejeitada, fora da casa do reverendo Fernando Lopes de Camargo, seu padrinho de batismo. Batizado na Sé, foi sua madrinha a viúva Maria Gertrudes de Camargo, irmã do reverendo. O reverendo e sua irmã, descendentes do bandeirante Fernão de Camargo, teriam acolhido o enjeitado por ser filho ilegítimo de sua outra irmã, de 25 anos, solteira, Maria Joaquina Soares de Camargo, o que foi confirmado pelos estudos de Ricardo Gumbleton Daunt, em 1945 (Cf. “Diogo Antônio Feijó na Tradição da Família Camargo” – Instituto Histórico e Geográfico de São Paulo – 1945).
Feijó foi criado pela própria Maria Joaquina, na casa dos tios. Embora se desconheça o nome de seu pai, alguns biógrafos apontam o cônego Manuel da Cruz Lima, de Curitiba, nomeado para o cabido da Diocese de São Paulo em 1788; outros, um parente próximo do falecido esposo de Maria Gertrudes, Félix Antônio Feijó. Todos concordam, entretanto, que Diogo Feijó sofreu com isso durante toda a vida e, em seu testamento, assinado em 3 de março de 1835, declarou: Para desfazer a maledicência, a calúnia e a infâmia, declaro que sou filho de Maria Gertrudes de Camargo e Félix Antônio Feijó.
Levado para Cotia, foi educado em Santana de Parnaíba pelo padre João Gonçalves Lima, seu padrinho de crisma. Sempre em contato com os Camargos, acompanhou-o para Guaratinguetá, de onde retornaram a Parnaíba em 1798, onde Feijó permaneceu até ser ordenado presbítero. Essa era a carreira recomendada para quem, na sociedade colonial, se sentisse predisposto à vida do espírito e à atividade intelectual.
Feijó iniciou o processo de habilitação de genere et moribus em 1804. Em 14 de setembro desse ano, já feito subdiácono, voltou para São Carlos onde tinha uma aula particular de Gramática e vivia em estado de pobreza, pois o recenseamento da cidade indica que vivia de esmolas. Só se ordenou presbítero, isto é, se tornou realmente padre, em 1808, depois de concluir o curso de Filosofia em São Paulo. Passou então a poder rezar missas e administrar os Sacramentos, e em 1809 o recenseamento de São Carlos (atual cidade de Campinas) já indicava vive de suas ordens. Nesse mesmo ano obteve o lugar de escrivão juramentado da Câmara Eclesiástica em São Paulo, mas retornou a São Carlos, (atual cidade de Campinas) onde vivia de sua horta, plantava mantimentos e possuía doze escravos (herdara alguns recursos, por morte de Marta de Camargo Lima, sua avó). Nesse período compôs uma gramática latina, um compêndio de retórica, rezava missas e era benquisto no lugar. Em 1813 é citado no recenseamento como senhor de engenho, com 13 escravos, produzindo açúcar e aguardente, além de milho, feijão e arroz para os gastos da casa.
Em 1818, aos 34 anos de idade, partiu para Itu, atraído pelo exemplo austero do padre Jesuíno do Monte Carmelo. Habituado a ensinar, recebeu do Bispo autorização para abrir uma aula de Filosofia Racional e Moral. Como outros padres brasileiros à época, era um liberal. Frequentavam Itu Nicolau de Campos Vergueiro, Álvares Machado, Costa Carvalho, e a eles se juntou o padre Feijó, certamente para comentar a Revolução Liberal do Porto de 24 de agosto de 1820. Quando D. João VI jurou, em 26 de fevereiro de 1821, a Constituição que estava sendo elaborada, os eleitores de Itu, desassombrados, reunidos para elegerem os membros da Junta Provincial para a eleição dos deputados às Cortes, intimaram o Ouvidor a deferir ao colégio eleitoral o juramento da futura Constituição portuguesa.
Havia então três macas em São Paulo: São Paulo, Itu, e Paranaguá e Curitiba. A Junta Eleitoral de Itu, secretariada pelo padre Feijó, se reuniu e compareceram 34 eleitores, sendo eleitos Nicolau de Campos Vergueiro, Rafael Tobias de Aguiar, o próprio Feijó, Francisco de Paula Sousa e Melo, Antônio Pais de Barros e José de Almeida Leme. Foi sua iniciação política e, em breve, partiria para São Paulo, a tomar parte da Junta Eleitoral da Província, instalada a 6 de agosto de 1821.

### Vida política
Conheceu então os dois Andradas, José Bonifácio e Martim Francisco, com quem jamais se entenderia. A Junta, onde havia 18 membros, seis por cada comarca, elegeu a seguinte brilhante deputação: Antônio Carlos, o orador máximo de seu tempo; Vergueiro, figura complexa, mais tarde senador e membro da Regência Trina; José Ricardo da Costa Aguiar de Andrada, Paula Sousa, Fernandes Pinheiro, depois visconde de São Leopoldo, e Diogo Antônio Feijó, que seria Ministro da Justiça mais tarde e Regente do Império. Estava assim Feijó eleito deputado às Cortes Gerais e Extraordinárias de Lisboa, ao lado de homens eminentes de sua província.
O momento era de exaltação dos espíritos, revoltas como a dos militares em São Paulo e o motim em Santos em que Francisco José das Chagas, o cabeça, foi supliciado com horrenda crueldade: Feijó sempre guardou aversão a Martim Francisco, atribuindo-lhe responsabilidade. O regime instaurado em São Paulo pelos Andradas não era dos mais liberais, cheio de ranço absolutista — pois nada horrorizava mais José Bonifácio do que a desordem. D. João VI dera ao Brasil autonomia, elevara-o à categoria de nação, muitos acreditavam na possibilidade de duração do regime de união com Portugal. A melhor prova estava na eleição de deputados brasileiros às Cortes de Lisboa.

#### Nas Cortes de Lisboa
Foi para Lisboa para tomar parte na elaboração do contrato social que deveria reger os destinos do Brasil. Diz Octávio Tarquínio de Sousa: "implicava implicitamente a aceitação do regime da monarquia luso-brasileira, isto é, demonstrava uma posição política isenta de intransigência nativista, ou de exaltação republicana". Tal seria a posição de Feijó, que se concretizou no grande documento em que se sente José Bonifácio: as Instruções para os deputados de São Paulo feitas pelo Governo provisório da província. Tratavam dos negócios da União, dos negócios do Reino do Brasil, dos negócios da província de São Paulo. Logo de início, falavam na "integridade e indissolubilidade do reino unido", com a igualdade dos direitos políticos e "dos civis quanto permitir a diversidade dos costumes e territórios e das circunstâncias estatísticas". A intenção era assim manter a união do Brasil com Portugal, num espírito de salvaguarda da soberania brasileira mas dentro do Império Lusitano. Já o programa com relação ao Brasil era alto e vasto — mas as Cortes não permitiram sequer que fosse exposto.
Embarcaram os deputados paulistas em 13 de novembro de 1821 para Lisboa, e a galera Maria Primeira aportou na capital do império a 5 de fevereiro de 1822. Em 11 de fevereiro Feijó tomou assento nas Cortes e teve impressão desoladora: "As causas (sobretudo econômicas) da revolução de Portugal de 1820 não permitiam que à forma liberal de que ela se revestiu pudesse corresponder coerentemente um fundo liberal, abrangendo também o Brasil e suas necessidades mais prementes". A situação do país era de miséria, os gêneros escasseavam, a concorrência inglesa esmagava o comércio, o tesouro público estava exaurido e nem se honravam pensões de montepio. Enquanto isso o Brasil alçara-se a reino unido, era o centro da monarquia. O constitucionalismo português nascia assim carregado de ressentimentos contra o Brasil pela decadência a que Portugal fora arrastado pela mudança da família real. Os liberais portugueses podiam não querer propriamente reduzir o Brasil a colônia mas queriam alegremente esfacelar sua unidade — franquias constitucionais às províncias ultramarinas na América, nunca à nação brasileira, a um reino do Brasil. Mas o Brasil queria continuar a união em pé de igualdade.
As Cortes logo passaram da proclamação aos "irmãos" brasileiros de 13 de julho de 1821 a uma atitude irritante e violenta. Ao chegarem os paulistas, estava consumado há quase um mês o episódio do Fico, no Brasil. O ambiente era tão desalentador, cheio de insultos, motejos e zombarias, que Feijó ficou calado e altivo. Fez o primeiro discurso em 22 de abril de 1822, num tom quase de desafio. Em face da atitude das Cortes, nenhuma acomodação seria possível sem sacrifício dos interesses brasileiros. Conciliação, aliás, não era mais possível, pois no Brasil a opinião mudara e a ruptura com Portugal se tornara inevitável. Quando chegou a hora de assinar a Constituição, em 14 de setembro, Fernandes Pinheiro apresentou declaração de que não a assinaria por estar em contradição com a vontade de sua província, subscrevendo-a Antônio Carlos, Silva Bueno, Costa Aguiar e Feijó. Fernandes Pinheiro acabou voltando atrás mas não os outros, e não a votaram ainda Vergueiro, Cipriano Barata, Muniz Tavares e muitos outros. Feijó participou desse grupo, em que Antônio Carlos e Vergueiro seriam as figuras mais brilhantes.
A fuga lhes pareceu depois o melhor desfecho, diante de ameaças. Embarcaram diversos como clandestinos num paquete inglês, em 5 de outubro e desapareceram, o que Fernandes Pinheiro considerou "uma rapaziada". Quando retornou ao Brasil, havia assinado o Manifesto dos Cinco, mas não a proclamação escrita por Antônio Carlos em 20 de outubro. Feijó chegou a Pernambuco a 21 de dezembro de 1822, quando estava há muito proclamada a Independência. Só ao chegar ao Rio, em 20 de março de 1823, soube com minúcias o que ocorrera no Brasil. Estavam no governo os Andradas, que lhe pareciam extremamente antipáticos.

#### Deputado, no Primeiro Reinado

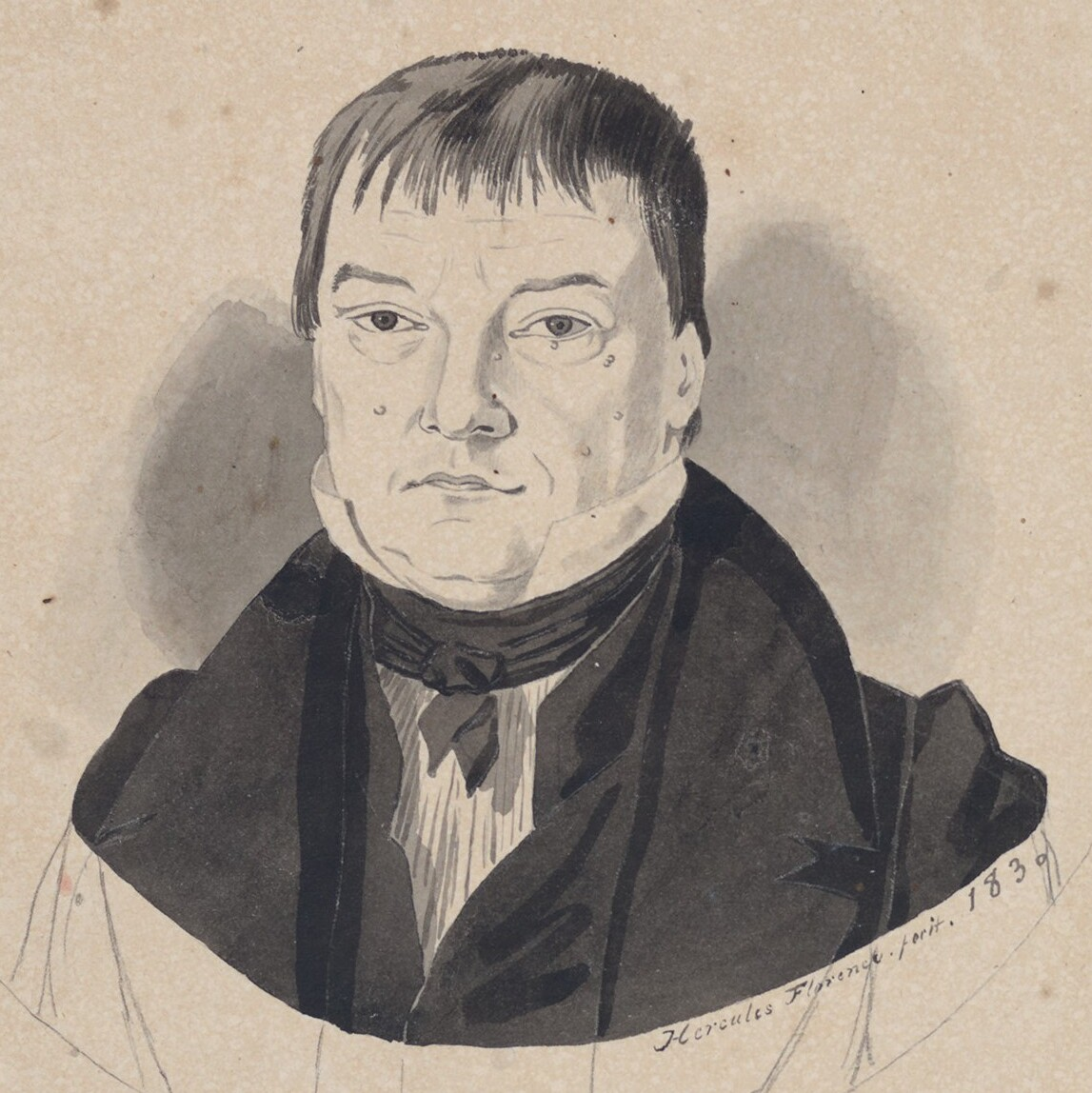
Retrato do deputado Feijó por Hércules Florence, 1830.

Apesar de ter feitio enérgico e autoritário, Feijó era um liberal completo, cheio de sentimentos democráticos. Mas José Bonifácio, realista, não transigia com idealismos, combatendo-os com excessos próprios a tempos despóticos. Feijó escreveu ao imperador advogando um governo monárquico representativo («abomino a democracia pura e a aristocracia», dizia). E partiu para sua província onde chegou em 12 de junho de 1823, indo para Itu e São Carlos e mais tarde internando-se num sítio. José Bonifácio nele não confiava e mobilizara, pela Secretaria do Império, contra ele e sua «perniciosa influência», a espionagem política («por todos os meios ocultos, conservar debaixo da maior vigilância…»).
Em 12 de novembro de 1823 foi dissolvida a Assembleia Constituinte; Feijó teve de Itu a notícia da queda dos Andradas. Elaborou-se às pressas uma Constituição, projeto enviado às Câmaras. Convocado pela de Itu a dar parecer, coube a sua redação a Feijó. Suas emendas revelavam apego aos princípios básicos do liberalismo, fidelidade aos direitos do homem, um sentido mais democrático das instituições do Estado. Trabalho inútil, pois a adoção do texto do projeto era coisa resolvida, e a Constituição foi jurada. Feijó, suspeito de tramar com Vergueiro e Paula Sousa contra a ordem pública, estava apenas desencantado. Seu desencanto não assumiria feição revolucionária, como em Pernambuco no episódio da Confederação do Equador.
Em 3 de maio de 1826 foi instalada a primeira Assembleia Legislativa, mas Feijó não logrou os votos suficientes. Fernandes Pinheiro, porém, eleito, foi escolhido senador em abril de 1826, deixando uma vaga aberta que lhe coube preencher. Foi assim deputado por São Paulo nas legislaturas de 1826-1829 e 1830-1833. A Assembleia Geral Legislativa se instalou em 3 de maio de 1826 num ambiente inquieto, os deputados temendo um golpe como o que provocara a dissolução da assembleia de 1823. Impôs-se nela Bernardo Pereira de Vasconcelos, a maior revelação de homem público, estadista e parlamentar, o realista em meio de ideólogos. Feijó manteve atitude discreta, pois não tinha vocação parlamentar. Não discutiu os importantes assuntos ali discutidos: a responsabilidade dos ministros de Estado e dos empregados públicos, provimento de cargos na magistratura, lei de naturalização, liberdade de imprensa, de opinião, de crítica, feriados nacionais, etc. Outra foi sua conduta em 1827, quando o ambiente era de mais críticas abertas ao governo, ao Ministério dos marqueses.
Inteirou-se pela questão dos passaportes internos e pela instrução pública mas conquistou verdadeira notoriedade com seu parecer sobre a abolição do celibato dos padres (a chamada questão clerical ou questão do celibato) que agitou o cenário político-religioso do país até 1834. Integrava a Comissão dos Negócios Eclesiásticos onde manifestou ideias regalistas e quase antirromanas, com zelo reformador, sustentando a legitimidade da interferência do poder civil. D. Romualdo Antônio de Seixas, arcebispo da Bahia e marquês de Santa Cruz o descreveu em suas Memórias como «homem de poucos conhecimentos, bem que hábil e resoluto. Aspirando à glória de reformador da Igreja de seu país, ele pretendeu não só dotá-la com as doutrinas da Constituição Civil do Clero da França, mas ainda mimosear os nossos padres com a permissão do casamento, sua mania predileta, e que sustentou com todo o calor possível.» Mas confessava que nada o enchia mais de horror do que o espetáculo da vida escandalosa de numerosos padres, dissimulando ou exibindo amantes e filhos. A iniciativa da proposta foi de Ferreira França, deputado pela Bahia, que Feijó apadrinhou e foi aplaudida pelos verdadeiros liberais, e pelos jornais como Astréa e Autora Fluminense de Evaristo da Veiga. Vários foram os contraditores surgidos em defesa do celibato, entre eles o padre Luís Gonçalves dos Santos, alcunhado padre Perereca, com o qual manteria grande peleja, Frei Antônio Dias, e o que usava o pseudônimo de O Velho Canonista e era o Visconde de Cairu.
Em 1828 foi eleito secretário da Câmara e reeleito para a Comissão dos Negócios Eclesiásticos. Discutiu-se a questão da proibição dos frades estrangeiros no Império, acusados de agentes do absolutismo e inimigos do sistema constitucional. Os projetos relativos a matéria religiosa o interessavam mais, evidentemente. Liberal na sociedade civil e na Igreja, erguia-se contra o absolutismo do Papa. Era regalista, como seriam todos os grandes políticos e estadistas do Império.
Na sessão de 1829, formara-se um ambiente nitidamente liberal e aumentava a vigilância das novas instituições. A imprensa exercia papel preponderante. Feijó foi eleito para as comissões de instrução Pública e Negócios Eclesiásticos. Continuou na mesma atitude de irreverência para com as autoridades da Igreja. 1829 seria o ano em que a Câmara enfrentaria o governo e acusaria os ministros, sentando no banco dos réus o ministro da Guerra, general Joaquim de Oliveira Álvares, acostumado a resolver tudo com a espada, e o da Justiça, Lúcio Soares de Gouveia e deixando patente a incompatibilidade entre a Câmara e os ministérios da escolha de D. Pedro I. Venceu o governo, mas seu dissídio com a opinião liberal ia num crescendo. Chegou-se ao fim da sessão sem que se ultimasse a votação do orçamento. Em 3 de setembro o imperador bateu-lhes a porta à cara: «Augustos e Digníssimos Srs. Representantes da Nação Brasileira. Está fechada a sessão.»
Feijó foi reeleito para a nova legislatura de 1830-1833. A composição da Câmara, inaugurada em 3 de maio de 1830, mostrava o progresso da opinião liberal. Feijó, veterano, tinha fama pela intransigência de atitudes, coragem, conduta irrepreensível. Recebeu investidura nas Comissões de Constituição e Redação de Leis, das mais importantes. Nesse ano escreveu, embora anonimamente, como «deputado amigo da instituição», o folheto «Guia das Câmaras Municipais do Brasil no desempenho de seus deveres», hoje raríssimo. Já estavam contados os dias do Primeiro Reinado. Em setembro chegara a notícia da Revolução de julho de 1830 em Paris, derrubando Carlos X de França e houve manifestações de júbilo. O atentado que matou Líbero Badaró, em novembro, foi um abalo em São Paulo, onde se encontrava Feijó, que foi o autor de importantes providências como membro do Conselho de Governo da Província.
Na chamada proclamação de Ouro Preto aos mineiros, em 22 de fevereiro de 1831, D. Pedro I atacou os liberais e exaltados, «do partido desorganizador que, aproveitando-se de circunstâncias puramente peculiares da França, pretende iludir-vos». Mas Minas o recebia friamente e ouviu mesmo sinos dobrando a finados em memória de Líbero Badaró. A situação piorou com a volta à Corte, recebeu vivas «enquanto constitucional», sucederam acontecimentos como a Noite das Garrafadas um novo ministério a 19 de março, a desvairada reação com o Ministério de 5 de abril, formado por quatro marqueses. Os liberais tinham a vitória assegurada pois já contavam com a adesão do exército por intermédio da família Lima e Silva. 6 de abril seria a verdadeira data revolucionária, com insurreição de tropa e povo no Campo de Santana.

#### Ministro da Justiça
A abdicação de Dom Pedro I, em 7 de abril de 1831, foi um movimento liberal complicado por ressentimento nativista. Logo na primeira hora, entretanto, tomaram o leme os moderados, por iniciativa de Evaristo da Veiga, elegendo na própria manhã de 7 de abril uma regência provisória composta pelo Marquês de Caravelas, o senador Nicolau de Campos Vergueiro e o general Francisco de Lima e Silva. Entretanto a situação estava longe da calma, pois havia agitadores como João Batista de Queirós, por conta dos exaltados, e Davi da Fonseca Pinto, a serviço dos restauradores. Diz Octávio Tarquínio de Sousa que «o golpe de 7 de abril, desfechado contra a hipertrofia autoritária do Primeiro Reinado e a influência e intromissão dos portugueses nos negócios políticos do Brasil, favorecia o surto desse liberalismo anárquico-jacobino».
Eis o que Feijó teria que enfrentar, pois tomou posse em 6 de julho de 1831 da pasta da Justiça, tomando parte ativa nos agitados acontecimentos políticos. Assim que convidado, aliás, e, «no que dava bem a mostra de seu feitio de caboclo paulista», impôs condições por escrito, assinadas por ele e pelos regentes, anexadas ao documento Exposição do modo por que me pretendo conduzir no Ministério e Advertência. Sua nomeação foi aplaudida pelos moderados mas repercutiu desfavoravelmente entre os exaltados, cujo programa era a república federativa. Enfrentou logo a seguir a revolta do corpo de polícia no Campo de Honra, no Rio, crise que ajudou a debelar com muita habilidade e com ajuda do Batalhão dos oficiais Soldados Voluntários da Pátria. Ajudou a recompor o governo em seus órgãos principais, criou a Guarda Nacional, embora sem pô-la imediatamente a funcionar. Sempre lhe pareceu, assim como a Evaristo da Veiga, que a ordem era a primeira condição para a vida em sociedade e que não podia haver governo sem autoridade. Eram monarquistas de razão, pois o terror do abismo e da anarquia era o pesadelo dos homens públicos.
Em 1832 as correntes partidárias estavam arregimentadas em três grupos: o moderado, no poder, a que pertenciam Feijó, Evaristo da Veiga e Bernardo Pereira de Vasconcelos; o restaurador, e o exaltado a que pertenciam agora os Andradas. Seus partidários eram, respectivamente, os chimangos ou chapéus redondos; os caramurus e os jurujubas ou farroupilhas (que não devem, nesse contexto, serem confundidos com os participantes da Guerra dos Farrapos). Tramava-se por toda a parte contra a ordem pública e até nas rodas do paço, no círculo do tutor José Bonifácio de Andrada e Silva, o governo era combatido. Havia conspirações na Bahia pela volta do imperador, e em abril de 1832 notícia de conluio pelo assassinato de Feijó para a tomada do poder de uma regência caramuru-exaltada composta por Antônio Carlos Ribeiro de Andrada, João Pedro Maignard e Manuel de Carvalho Pais de Andrade. Dias depois estourou outro levante, de caráter francamente restaurador. Feijó sentia-se só, sem apoio de seus colegas de Ministério.
Na reabertura da Câmara, em 3 de maio de 1832, Feijó pronunciou um discurso com o relatório de sua gestão na pasta que seria considerado como o verdadeiro depoimento de seu espírito, deixando patente sua visão pessimista dos acontecimentos, a confissão do cansaço, da inibição diante das dificuldades quase insuperáveis, o grito de reação de um espírito conservador alarmado pelo progresso do espírito revolucionário, e a sofreguidão — »remédios fortes e prontíssimos podem ainda salvar a Pátria». Deve ter causado escândalo, «como grito desesperado de uma voz rouca a pedir socorro». Contra ele se levantaram os caramurus e seus aderentes, corrente restauradora em avanço, e José Bonifácio não «era homem cômodo para os que não lhe mereciam simpatia». Capacitara-se Feijó de que a continuação de José Bonifácio no exercício da tutoria representava perigo para a segurança do governo, e predomínio dos moderados, e suscitara a questão em seu relatório. Martim Francisco rebatera imediatamente e «de ninguém, em toda sua vida pública, recebeu Feijó maiores ataques do que de Martim Francisco», assegura Octávio Tarquínio de Sousa. Feijó a eles fez réplica e tréplica, e «no fundo da luta afloravam velhos ressentimentos, velhas queixas, velhas afrontas». Na sessão de 5 de julho começaram os debates acerca do parecer que propunha a destituição de José Bonifácio. Feijó ganhou na Câmara por 45 votos contra 31, mas faltava o pronunciamento do Senado, onde o parecer foi derrotado por um voto de diferença.
Quando se olha seu trabalho retrospectivamente, vê-se que defendeu a colonização agrária por imigrantes em substituição ao trabalho escravo, a regulamentação do ensino primário e a reorganização do serviço alfandegário. Procurou também elevar o nível moral e intelectual do clero e por aviso 74 de 15 de fevereiro de 1832, fizera recomendações especiais acerca da escolha das pessoas admitidas ao estado eclesiástico; por outro, de 12 de março, reiterara recomendações para a «mais escrupulosa escolha das pessoas destinadas ao serviço da Igreja».

#### A renúncia
Feijó renunciou ao cargo em 26 de julho de 1832, enviando carta ao imperador, por meio da Regência, e a demissão causou grande abalo. O círculo de seus amigos chegados — o padre José Custódio Dias, o padre José Bento Leite Ferreira de Melo, Odorico Mendes, Paula Araújo, Costa Ferreira — há muito cogitava de «medidas fortes». Os moderados já desanimavam com o ritmo parlamentar e uma nova ordem legal traçada pela Câmara, com a supressão do Poder Moderador, do Conselho de Estado e da vitaliciedade do Senado, com o estabelecimento da legislatura bienal, a criação das Assembleias Provinciais, a discriminação das rendas públicas, o veto do imperador sujeito ao contraste do Poder Legislativo.
O ambiente político se tornou sombrio. Estavam vitoriosos os caramurus, temia-se a volta a todo momento de D. Pedro I, ignorando que nesse mesmo momento estava no Porto, lutando em defesa do trono da filha. O padre José Custódio Dias começou a reunir amigos em sua casa, na Chácara da Floresta, aos deputados moderados se juntaram os ministros demissionários e ficou marcado um golpe de Estado para o dia 30 de julho. Mas a própria Câmara recuou, a decisão da maioria amoleceu, e, «de cabeça fria», como se gabou, Honório Hermeto Carneiro Leão paralisou o golpe e teve início o que ficou conhecido como «o Ministério dos 40 dias»: Holanda Cavalcanti nas pastas do Império e Fazenda, Araújo Lima nas de Justiça e Estrangeiros, Bento Barroso nas da Guerra e Marinha.
Feijó deixou mesmo o governo: depois de ler os artigos em que era elogiado na Aurora Fluminense, a mensagem entusiasmada da Sociedade Defensora, outra da Guarda Municipal Permanente, partiu para São Paulo e, quando a Câmara reabriu em agosto de 1832, não apareceu — o clima do Rio, dizia, lhe era «sempre fatal», ainda quando sua saúde era robusta. Reapareceu, isso sim, no Conselho do Governo da Província, presidida por seu amigo Rafael Tobias de Aguiar, e comprou mesmo uma chácara em Água Rasa.
O Ministério já era outro, desde 13 de setembro de 1832 haviam sido nomeados Nicolau de Campos Vergueiro para as pastas do Império e Fazenda, Honório Hermeto para a Justiça, Bento Lisboa para os Estrangeiros, Antero de Brito para Guerra e Marinha.
Feijó permaneceu em São Paulo até maio de 1833. Nesse mesmo ano foi iniciado na maçonaria, ainda em São Paulo, na Loja "Amizade".

#### Senador
Foi nomeado senador pela província do Rio de Janeiro, por Carta Imperial de 1 de julho de 1833, na vaga aberta pelo falecimento do marquês de Santo Amaro, e prestou juramento em 15 de julho. Suas atividades parlamentares foram marcadas pelo zelo, independência e coragem. Reapresentou no Senado projetos que havia apresentado sem êxito na Câmara — sobre a organização dos governos provinciais, competência e atribuições dos respectivos presidentes. Posicionou-se contra a concessão a D. Amélia de Leuchtenberg, esposa de D. Pedro I, da imensa soma de 100:000$000 anuais a ser paga pelos cofres públicos, conforme o contrato de casamento, por reputá-lo nulo ou meramente um instrumento particular, sem nada ter a ver com os negócios da Nação. Tratou também de assuntos da Justiça e da reforma do Código de Processo, na parte relativa ao habeas-corpus, bem como da questão do meio circulante e moedas de cobre e da fixação do subsídio aos membros da Assembleia. Votou na sessão de 29 de agosto contra a anistia aos implicados na sedição dos restauradores em Ouro Preto, em 22 de março de 1833. Foi eleito membro da Comissão de Estatística do Senado, onde continuou a defender a destituição de José Bonifácio da tutoria de D. Pedro II.
Bem ou mal, fora feita a reforma constitucional, e se iniciava uma nova fase em 1834. Surgiu então a ideia de fundar um jornal em São Paulo com seu primo e amigo, o padre Miguel Arcanjo Ribeiro de Castro Camargo, que apareceu em novembro, O Justiceiro — sendo eles ostensivamente responsáveis, ao contrário da maioria dos jornalistas do Brasil na época. D. Pedro I estava morto desde setembro de 1834, mas a notícia só em dezembro chegaria ao Rio de Janeiro. Quem quiser conhecer bem Feijó deve ler seu jornal, infelizmente fadado a uma curta vida. O último número saiu a 5 de março de 1835, com artigo de despedida de Feijó. Doente, achando que em breve morreria, fez nesse mês seu testamento.
Desde 1835 foi membro da Comissão de Instrução Pública e Negócios Eclesiásticos, e foi eleito para uma comissão permanente, criada para o exame das leis feitas pelas assembleias provinciais. Quando se discutiu a anistia aos implicados em movimento subversivos nas províncias do Rio de Janeiro e Minas Gerais, discursou, dizendo não desejar "que a Assembleia concorresse para a impunidade".

#### Regente do Império

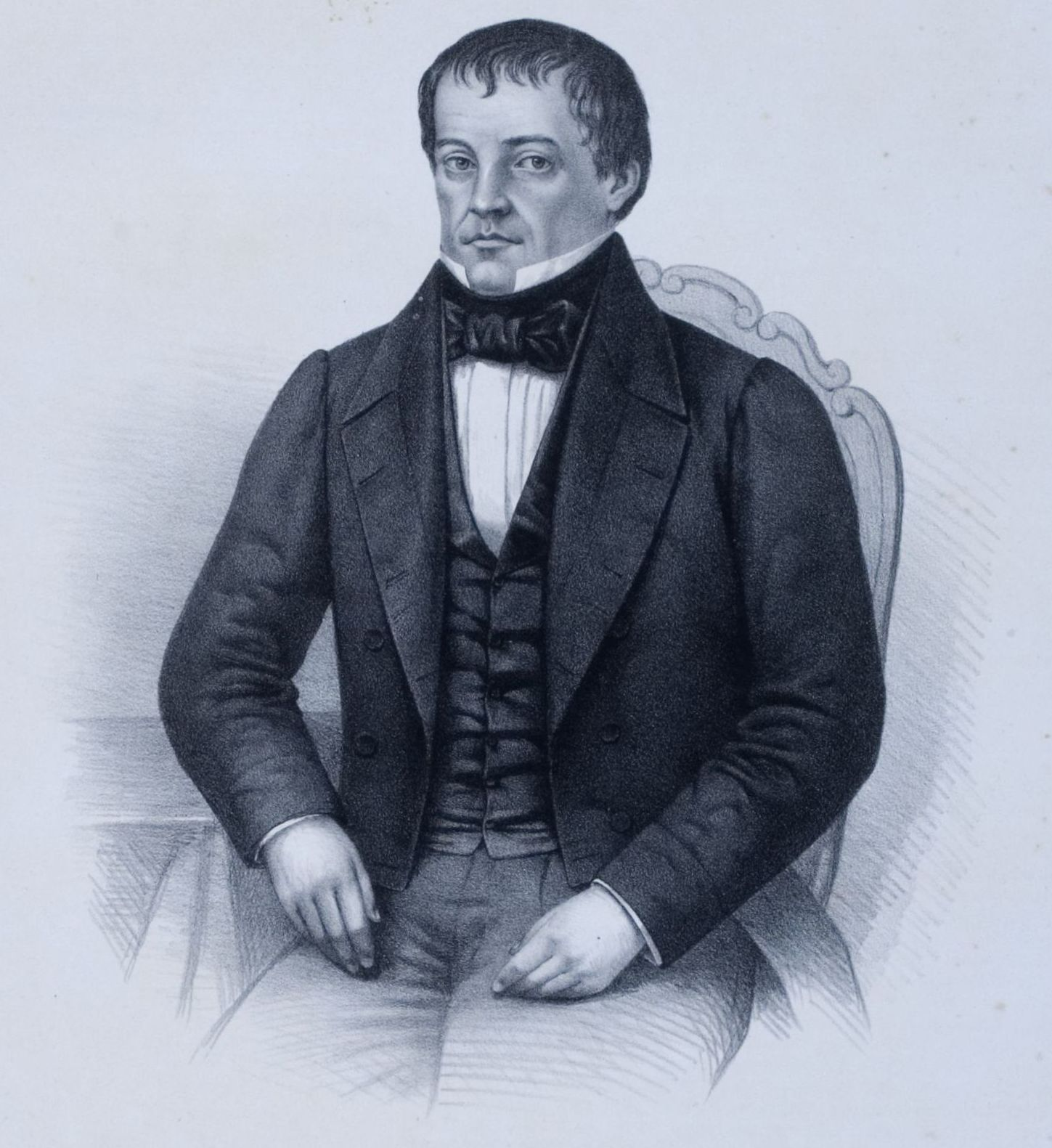
Feijó em litogravura de Sébastien Auguste Sisson para a Galeria dos Brasileiros Ilustres.

Com a proclamação do Ato Adicional, em 1834, que transformava a Regência Trina em Una, foi eleito pela Assembleia Geral Regente do Império, ou seja, podemos afirmar que Diogo Antônio Feijó foi o primeiro chefe do Poder Executivo devidamente eleito na história do Brasil, aproximando-se do cargo atual ocupado pelo Presidente da República. Foi empossado a 12 de outubro de 1835. Escolheu com dificuldade um ministério, formado dois dias após a posse, em 14 de outubro:
- Império e Justiça: Antônio Paulino Limpo de Abreu
- Estrangeiros: Manuel Alves Branco
- Fazenda: Manuel do Nascimento Castro e Silva
- Guerra e Marinha: Manuel da Fonseca de Lima e Silva.

Recebera diversas recusas, ninguém queria ser ministro. Tinha um belo programa, mas sua regência foi malograda. Porque, tal como D. Pedro I, o «governo das maiorias» lhe parecia «absurdo e subversivo de toda a ordem no Brasil, além de inconstitucional», como declarou em discurso no senado em 29 de maio de 1839.
Durante sua regência novos ministérios eram formados em intervalos de alguns meses. De acordo com Oswaldo Rodrigues Cabral, "… Os ministros não aturavam o regente — ou este não os suportava por muito tempo — não tendo havido, desde que se estabelecera a regência una, a menor estabilidade nas pastas …".
Em 5 de fevereiro de 1836 novo ministério foi formado, menos de quatro meses após a formação do primeiro ministério:
- Império: José Inácio Borges, sucedido por Antônio Paulino Limpo de Abreu em 7 de junho, sucedido por Gustavo Adolfo de Aguilar Pantoja em 29 de setembro
- Justiça: Antônio Paulino Limpo de Abreu
- Estrangeiros: José Inácio Borges, sucedido por Antônio Paulino Limpo de Abreu em 3 de junho
- Fazenda: Manuel do Nascimento Castro e Silva, sucedido interinamente por Salvador José Maciel em 17 de julho, reassumindo o cargo dois dias depois
- Guerra: Manuel da Fonseca Lima e Silva
- Marinha: Salvador José Maciel.

Em 1 de novembro de 1836 novo ministério é formado:
- Império: Manuel da Fonseca Lima e Silva
- Justiça: Gustavo Adolfo de Aguilar Pantoja
- Estrangeiros: Gustavo Adolfo de Aguilar Pantoja, sucedido por Antônio Paulino Limpo de Abreu em 20 de fevereiro de 1837
- Fazenda: Manuel do Nascimento Castro e Silva
- Guerra: João Vieira de Carvalho, sucedido por Salvador José Maciel em 7 de abril de 1837
- Marinha: Salvador José Maciel.

Finalmente, o último ministério da regência Feijó foi formado em 16 de maio de 1837:
- Império: Manuel Alves Branco, sucedido por Pedro de Araújo Lima em 18 de setembro
- Justiça: Francisco Gê Acaiaba de Montezuma
- Estrangeiros: Francisco Gê Acaiaba de Montezuma
- Fazenda: Manuel Alves Branco
- Guerra: José Saturnino da Costa Pereira
- Marinha: Tristão Pio dos Santos.

Na abertura da Assembleia Geral em 3 de maio de 1836 ficou patente que a luta iria ser sem descanso. Houve casos graves, como a recusa da confirmação, pela Santa Sé, do bispo eleito do Rio de Janeiro, o padre Antônio Maria de Moura. Deu toda sua atenção ao problema, mas não cedeu: o governo brasileiro continuaria a «render respeito e veneração ao Papa» não cessando de obedecer-lhe «naquilo em que a religião o obrigava» — mas recusaria licença aos prelados para recorrerem ao Santo Padre. Recebia ataques, desde 1834, de Bernardo Pereira de Vasconcelos, com quem nunca mais se entenderia. A instabilidade no governo, por outro lado, se convertera em sistema e Feijó parecia mover de uma pasta para outra um reduzido grupo de homens, dos quais só Limpo de Abreu tinha real significação política. A sessão legislativa de 1836 seria inoperante, gasta em críticas, e quanto mais era atacado mais o Regente se obstinava.

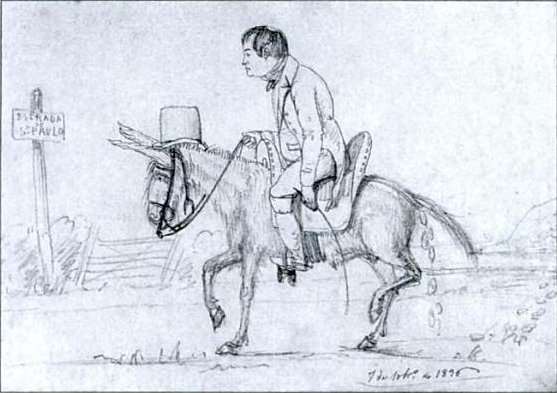
Caricatura de Manuel de Araújo Porto-Alegre mostrando o Padre Feijó quando deixou a Regência, voltando para São Paulo e deixando atrás de si um certo rastro.

Eram evidentes os sinais de mudança profunda no quadro político e social do Brasil, numa transformação que, diz Octávio Tarquínio de Sousa, «fazia de Feijó um homem de outra latitude ou de outra época.» Mas nas eleições de 1836 se haviam lançado as bases do futuro partido conservador do Segundo Reinado. Feijó organizou um ministério pífio em novembro de 1836. No início de 1837, generalizara-se a opinião de que Feijó era homem inadequado ao cargo e mesmo seus amigos estavam desapontados. Sua Fala, por ocasião da abertura da Assembleia em 3 de maio de 1837, foi irônica. Desamparado, declarou-se gravemente enfermo e ofereceu sua renúncia em 19 de setembro, pensado o problema de a quem passar a regência — nomeara seu adversário político, Pedro de Araújo Lima, como ministro do Império, em 18 de setembro de 1837.
Regressou à sua chácara da Água Rasa em São Paulo, pressionado pela oposição conservadora e pelas revoltas nas províncias, sobretudo após o fracasso de uma tentativa de golpe dos moderados, que tentou articular sem sucesso. Via-se livre da Regência e ao mesmo tempo do clima do Rio de Janeiro. Ressurgiu o lavrador. Ao mesmo tempo, fez publicar uma retratação religiosa em 10 de julho de 1838 no Observador Paulistano: (…) «revogo e me desdigo de tudo quanto pudesse direta ou indiretamente ofender a disciplina eclesiástica» pois tudo fizera «persuadido de que zelava da mesma Igreja de quem era filho e ministro e a bem da salvação dos fiéis.»

#### Presidente do Senado
Voltaria ao Rio para a sessão do Senado em abril de 1839. Era um Rio de Janeiro ainda de casaca, indispensável para estudantes como para deputados, pois só em 1845 começaria a moda da indumentária mais leve — sobrecasaca, fraque, jaquetão, paletó saco. Ocupou-se de política partidária e voltou a preocupações iniciais, como a que tivera com a instrução pública, depois entrou nos debates sobre o projeto de interpretação do Ato Adicional, para impedir excessos federalistas. Nas Províncias havia inquietação, sobretudo no Maranhão, Santa Catarina, Rio Grande do Sul.

#### Hemiplegia
Ao ser eleito presidente do Senado, tinha 55 anos e não podia mais confiar em sua saúde. Já sofrera um acidente vascular em outubro de 1835, na véspera de assumir a Regência. Comprou outro sítio em São Carlos, onde decidiu passar a viver e ali, no fim do ano, uma paralisia do lado esquerdo do corpo obrigou-o a permanecer em São Paulo. Era o começo de uma decadência rápida que lhe viria em três anos. Sem orgulho, doente e pobre, escreveu a Antônio Carlos, ministro do Império, para pedir uma pensão, que lhe foi concedida em 23 de dezembro de 1840 no valor de 4:000$000 anuais (4 contos de réis).
Voltou ao Rio de Janeiro para assistir à coroação de D. Pedro II em 1841 e pouquíssimas outras vezes. Na Corte, raras vezes ia ao Senado, onde permanecia silencioso. Foi agraciado com a grã-cruz da Ordem do Cruzeiro por decreto de 18 de julho de 1841.

#### A Revolução Liberal de 1842
Desde 1841 estava em seu sítio em São Carlos (atual cidade de Campinas), prematuramente envelhecido, mas intacto seu dom de apaixonar-se, de indignar-se. Os meses iniciais de 1842 foram inquietos, urdia-se grande trama no Rio, em São Paulo e Minas, antes da reunião da nova Câmara, de maioria liberal, em maio. Mas os homens no Governo não eram incautos, tinham levado a cabo o movimento do «regresso» (ultimação das leis de 9 de novembro e 3 de dezembro de 1841) e não iriam perder o jogo quando tinham na mão os trunfos.
Participante da articulação da Revolução de 1842 (ler o verbete sobre suas causas), hemiplégico, na cadeira de rodas, Feijó seguiu para Sorocaba, manifestando-se ao lado dos rebeldes. Feijó, que sempre clamara contra a fraqueza do poder público, contra a debilidade das leis; posto que liberal, que sempre preconizara a necessidade de prestigiar e dar força à autoridade. Que em 1823, na representação contra os vexames que o Ministério dos Andradas lhe infligira, dissera: « Amo mais o governo absoluto de um só que o chamado liberal de muitos, sejam democratas, sejam aristocratas». Que em 1831, na pasta da Justiça, «fora o defensor maior da autoridade constituída e da ordem pública, que recomendara a suspensão das cartas de seguro (o habeas corpus da lei de então)» e «ao tempo de regente mais de uma vez proclamara a urgência que havia em armar o governo de meios de ação», baixara o decreto de 18 de março de 1836, restritivo da liberdade de imprensa», que toda sua vida «se revelara homem de medidas fortes, de debelar revoluções a ferro e fogo!
Feijó, à espera dos acontecimentos e certo que o ministério de 23 de março, apoiado por Bernardo Pereira de Vasconcelos e Honório Hermeto, não hesitaria diante de qualquer medida para se manter no poder, era dos que julgavam indispensável o recurso à revolução. Arrastava-se assim «para Itu e Sorocaba, a fim de organizar a resistência, conspirar, aliciar adeptos.» Em fins de maio o senador estava em Sorocaba, e com isso «se assentara o rompimento das hostilidades», sendo colocado pelo barão de Monte Alegre, presidente da província, sob vigilância.
Reza a tradição que, ao ver a fuga dos rebeldes, bradou: Correi, correi, corja de sem-vergonhas; eu aqui fico para vos defender! Sua participação consta do verbete próprio, Revolução de 1842. O Barão de Caxias o colocou sob custódia de um primeiro tenente. Escreveria Caxias a esse respeito: «Diversas visitas me tem feito, e pelos disparates que diz, estou capacitado de que sofre desarranjo mental (…)».

### Desterro e morte

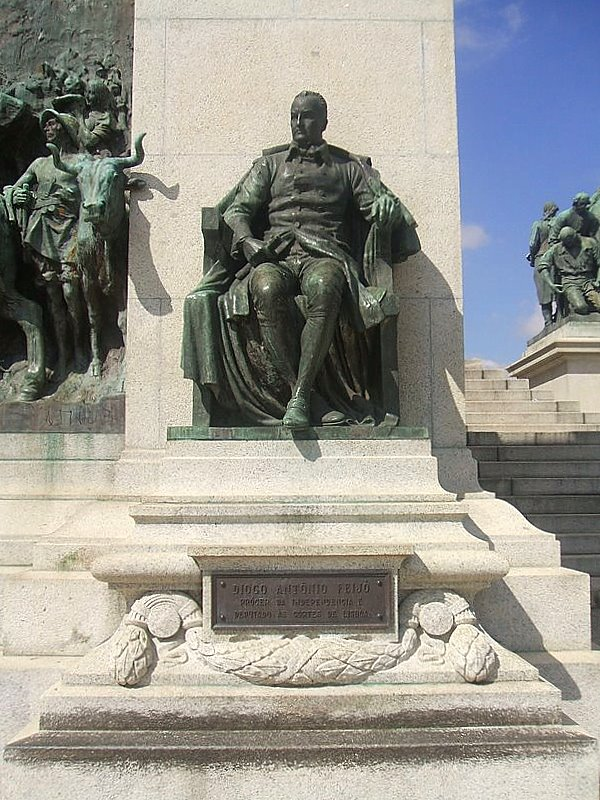
Estátua de Diogo Antônio Feijó, parte integrante do Monumento à Independência, no Ipiranga, São Paulo, Brasil.

O Barão de Monte Alegre não pensava como o barão de Caxias, de modo que Feijó acabaria preso, de verdade, e levado para São Paulo, de lá para Santos, chegando ao Rio de Janeiro em 23 de julho de 1842. Tinha Vergueiro em sua companhia. O governo determinou que os dois senadores seriam desterrados em Vitória, no Espírito Santo e para lá seguiram. De Vitória Feijó escreveu em 11 de agosto de 1842 carta ao padre Geraldo Leite Bastos, deportado para Lisboa, em que narra peripécias de seu desterro. O desterro durou cerca de cinco meses e Feijó por vezes se recolhia ao convento da Penha, dos franciscanos. Foram dadas ordens para que retornasse e ele reapareceu na tribuna do Senado em 12 de janeiro de 1843. Apresentou sua defesa no Senado, quando mal se sustinha de pé, na abertura da sessão legislativa em 15 de maio de 1843. Obteve licença para voltar à sua terra em 14 de julho, quando Honório Hermeto abandonou sua intransigência.
A morte de Diogo Antônio Feijó foi acarretada por uma série de fatores, passava por uma crise nervosa, durante uma recaída, decidiu sair para caminhar. Durante a caminhada escorregou e caiu com a cabeça numa pedra. Foi para o hospital com sérios problemas, e morreu de parada cardiorrespiratória. Morreu depois de terríveis crises em agosto e em setembro, aos 59 anos, em 10 de novembro de 1843, antes da promulgação da sentença no processo movido contra ele no Senado. Foi levado em 14 de novembro, num dos enterros mais pomposos jamais vistos em São Paulo, apesar de ter pedido para ser sepultado «sem acompanhamento nem ofício», para a igreja dos Terceiros de Nossa Senhora do Carmo. Não lhe faltaram as honras militares prestadas pela tropa de todas as armas, na qualidade de grã-cruz da Imperial Ordem do Cruzeiro. Anos depois seus parentes o fizeram transladar para a igreja da Ordem Terceira de São Francisco.
Está sepultado na Catedral Metropolitana de São Paulo.